# دروازه نقیض یای انحصاری
| ورودی | ورودی | خروجی |
| A     | B     | خروجی |
| ----- | ----- | ----- |
| ۰     | ۰     | ۱     |
| ۰     | ۱     | ۰     |
| ۱     | ۰     | ۰     |
| ۱     | ۱     | ۱     |

دروازهٔ ایکس‌نُر (به انگلیسی: XNOR gate) یا دروازهٔ نقیض یای انحصاری یکی از دروازه‌های منطقی است که تنها دو پایهٔ ورودی دارد و خروجی‌اش زمانی یک می‌شود که هر دو ورودی‌اش در یک سطح منطقی باشند. به عبارت دیگر، این دروازه یک دروازه یای انحصاری است که خروجی‌اش نقیض شده‌است. رابطهٔ بین ورودی و خروجیِ این دروازه را می‌توان چنین نوشت:
{\displaystyle Y={\overline {A\oplus B}}=AB+{\overline {AB}}}
- نماد یای انحصاری در استاندارد بین‌المللی
- نماد یای انحصاری در استاندارد انگلیسی